# Лейстнер, Бернд
Бернд Лейстнер (нем. Bernd Leistner; род. 3 мая 1943) — немецкий офицер, генерал-майор Национальной Народной Армии ГДР.

## Биография
Бернд Лейстнер родился 3 мая 1943 года в городе Лаутер немецкой федеральной земли Саксония.
Сын художника по эмали, он с 1959 по 1961 год учился в местной школе, потом — в педагогическом институте. 5 апреля 1961 года вступил в ряды Национальной Народной Армии ГДР (NVA). Служил солдатом в охранном полку Министерства национальной обороны, затем поступил учиться курсантом в школу офицеров. После окончания школы, с 1964 года служил командиром взвода, потом — командиром роты в 24-м моторизованном стрелковом полку 4-й моторизованной стрелковой дивизии. Служил на этой должности до 1970 года.
До 1976 года Бернд Лейстнер в армии последовательно занимал должности начальника штаба, командира батальона, заместителя командира 24-го мотострелкового полка. С 1976 по 1978 год проходил обучение в Военной академии Фридриха Энгельса в Дрездене. По окончании учебы стал начальником боевой подготовки 4-й мотострелковой дивизии. В 1979 году вернулся на службу в 24-й моторизованный стрелковый полк уже качестве командира. С 1982 года Лейстнер был заместителем командующего 4-й мотострелковой дивизии.
В 1984 году Бернд Лейстнер был командирован в Советский Союз на учебу в Военную академию Генерального штаба Вооружённых сил Российской Федерации. В 1986 году, после окончания учебы и возвращения на родину, Лейстнер был назначен на должность заместителя командующего и начальником штаба 4-й мотострелковой дивизии. Служил на этой должности до 1987 года, был последним командиром дивизии до ее распада и ухода в отставку 2 октября 1990 года. Ранее, 7 октября 1989 года получил звание генерал-майора Национальной Народной Армии ГДР.
В настоящее время состоит в ассоциации «Солдаты за мир». В 2015 году подписал обращение к немецкой общественности с предостережением об опасности милитаризации Восточной Европы.